# Mecasoma
Mecasoma is een kevergeslacht uit de familie van de boktorren (Cerambycidae). De wetenschappelijke naam van het geslacht werd voor het eerst geldig gepubliceerd in 1974 door Chemsak & Linsley.

## Soorten
Mecasoma is monotypisch en omvat slechts de volgende soort:
- Mecasoma validicornis (Bates, 1885)